# Yumemi Kanda
Yumemi Kanda (神田 夢実 Kanda Yumemi?), född 14 september 1994 i Hokkaido prefektur, är en japansk fotbollsspelare.
Kanda började sin karriär 2013 i Consadole Sapporo (Hokkaido Consadole Sapporo). 2014 blev han utlånad till SC Sagamihara. Han gick tillbaka till Consadole Sapporo 2015. 2017 flyttade han till Ehime FC.